# 2-benzyl-4-chloorfenol
2-benzyl-4-chloorfenol of clorofeen is een chemische verbinding uit de groep van de fenolen. Het is een vaste stof die slecht oplosbaar is in water (minder dan 1 gram per liter), maar wel oplosbaar is in ethanol en andere organische oplosmiddelen.

## Synthese
2-benzyl-4-chloorfenol kan bereid worden door 2-benzylfenol te chloreren met behulp van sulfurylchloride. 2-benzylfenol zelf is te bereiden door de reactie van een fenolaat (natrium- of kaliumfenolaat) met benzylchloride.

## Toepassingen
2-benzyl-4-chloorfenol wordt gebruikt als actief ingrediënt van desinfectiemiddelen, zowel voor huishoudelijk als professioneel gebruik (o.m. in Lysol), herbicide en fungicide. In de Europese Unie is de stof evenwel niet toegelaten als pesticide.

## Toxicologie en veiligheid
2-benzyl-4-chloorfenol is mogelijk kankerverwekkend. Geconcentreerde oplossingen van de stof zijn irriterend voor de huid.